# Pharaones Milano
I Pharaones Nord Milano sono stati una squadra di football americano di Garbagnate Milanese e Milano, attiva dal 1985 al 1993. Campioni d'Italia vincendo il Superbowl a Bolzano contro i Lions Bergamo nel 1992, nel 1994 si fusero con i Pythons Milano dando vita alla ricostituzione dei gloriosi Rhinos Milano arrivando a disputare il Superbowl perso contro i Frogs Legnano nel 1994.
Campioni d’Italia di Flag football nel 1991/1992 e secondi nel campionato 1990/1991 dopo il passaggio ai Pharaones di tutto il settore giovanile dei Mosquitos Novara già vincitore del campionato italiano 1989/1990.

## Dettaglio stagioni

### Tornei nazionali

#### Campionato

##### Serie A/A1
| Stagione | regular season | regular season | regular season | regular season | regular season | regular season | playoff | playoff | playoff | playoff | playoff | playoff          | playoff         |
|          | Vin            | Par            | Per            | Tot            | PF             | PS             | Vin     | Per     | Tot     | PF      | PS      | risultato        | avversaria      |
| -------- | -------------- | -------------- | -------------- | -------------- | -------------- | -------------- | ------- | ------- | ------- | ------- | ------- | ---------------- | --------------- |
| 1987     | 1              | 0              | 11             | 12             | 78             | 334            | -       | -       | -       | -       | -       | -                | -               |
| 1991     | 6              | 0              | 3              | 9              | 288            | 227            | 1       | 1       | 2       | 38      | 63      | Semifinale       | Giaguari Torino |
| 1992     | 11             | 0              | 1              | 12             | 273            | 153            | 3       | 0       | 3       | 117     | 104     | Campioni         | Lions Bergamo   |
| 1993     | 5              | 0              | 5              | 10             | 225            | 195            | 0       | 1       | 1       | 28      | 35      | Quarti di finale | Frogs Legnano   |
| Totale   | 23             | 0              | 20             | 43             | 864            | 909            | 4       | 2       | 6       | 183     | 202     |                  |                 |

Fonte: Enciclopedia del Football - A cura di Roberto Mezzetti

##### Serie A2/B
| Stagione | regular season | regular season | regular season | regular season | regular season | regular season | playoff | playoff | playoff | playoff | playoff | playoff             | playoff         |
|          | Vin            | Par            | Per            | Tot            | PF             | PS             | Vin     | Per     | Tot     | PF      | PS      | risultato           | avversaria      |
| -------- | -------------- | -------------- | -------------- | -------------- | -------------- | -------------- | ------- | ------- | ------- | ------- | ------- | ------------------- | --------------- |
| 1986     | 8              | 0              | 2              | 10             | 210            | 100            | 0       | 1       | 1       | 0       | 28      | Semifinale          | Redskins Verona |
| 1988     | 4              | 0              | 4              | 8              | 97             | 74             | -       | -       | -       | -       | -       | -                   | -               |
| 1989     | 3              | 1              | 4              | 8              | 85             | 86             | -       | -       | -       | -       | -       | -                   | -               |
| 1990     | 8              | 0              | 0              | 8              | 335            | 117            | 3       | 1       | 4       | 88      | 111     | Quarti di finale A1 | Rhinos Milano   |
| Totale   | 23             | 1              | 10             | 34             | 727            | 377            | 3       | 2       | 5       | 88      | 139     |                     |                 |

Fonte: Enciclopedia del Football - A cura di Roberto Mezzetti

##### Serie C
| Stagione | regular season | regular season | regular season | regular season | regular season | regular season | playoff | playoff | playoff | playoff | playoff | playoff     | playoff    |
|          | Vin            | Par            | Per            | Tot            | PF             | PS             | Vin     | Per     | Tot     | PF      | PS      | risultato   | avversaria |
| -------- | -------------- | -------------- | -------------- | -------------- | -------------- | -------------- | ------- | ------- | ------- | ------- | ------- | ----------- | ---------- |
| 1985     | 9              | 0              | 1              | 10             | 296            | 94             | -       | -       | -       | -       | -       | Co-Campioni | -          |
| Totale   | 9              | 0              | 1              | 10             | 296            | 94             | -       | -       | -       | -       | -       |             |            |

Fonte: Enciclopedia del Football - A cura di Roberto Mezzetti

### Tornei giovanili

#### Under-21
| Stagione | regular season | regular season | regular season | regular season | regular season | regular season | playoff | playoff | playoff | playoff | playoff | playoff   | playoff    |
|          | Vin            | Par            | Per            | Tot            | PF             | PS             | Vin     | Per     | Tot     | PF      | PS      | risultato | avversaria |
| -------- | -------------- | -------------- | -------------- | -------------- | -------------- | -------------- | ------- | ------- | ------- | ------- | ------- | --------- | ---------- |
| 1990     | ?              | ?              | ?              | ?              | ?              | ?              | ?       | ?       | ?       | ?       | ?       | ?         | ?          |
| 1991     | ?              | ?              | ?              | ?              | ?              | ?              | -       | -       | -       | -       | -       | -         | -          |
| 1992     | ?              | ?              | ?              | ?              | ?              | ?              | -       | -       | -       | -       | -       | -         | -          |
| 1993     | ?              | ?              | ?              | ?              | ?              | ?              | ?       | ?       | ?       | ?       | ?       | ?         | ?          |
| Totale   | ?              | ?              | ?              | ?              | ?              | ?              | ?       | ?       | ?       | ?       | ?       |           |            |

Fonte: Enciclopedia del Football - A cura di Roberto Mezzetti

#### Under-20
| Stagione | regular season | regular season | regular season | regular season | regular season | regular season | playoff | playoff | playoff | playoff | playoff | playoff   | playoff    |
|          | Vin            | Par            | Per            | Tot            | PF             | PS             | Vin     | Per     | Tot     | PF      | PS      | risultato | avversaria |
| -------- | -------------- | -------------- | -------------- | -------------- | -------------- | -------------- | ------- | ------- | ------- | ------- | ------- | --------- | ---------- |
| 1989     | 0              | 0              | 6              | 6              | 45             | 123            | -       | -       | -       | -       | -       | -         | -          |
| Totale   | 0              | 0              | 6              | 6              | 45             | 123            |         |         |         |         |         |           |            |

Fonte: Enciclopedia del Football - A cura di Roberto Mezzetti

##### Altri tornei Under-20
| Stagione  | regular season | regular season | regular season | regular season | regular season | regular season | playoff | playoff | playoff | playoff | playoff | playoff    | playoff       |
|           | Vin            | Par            | Per            | Tot            | PF             | PS             | Vin     | Per     | Tot     | PF      | PS      | risultato  | avversaria    |
| --------- | -------------- | -------------- | -------------- | -------------- | -------------- | -------------- | ------- | ------- | ------- | ------- | ------- | ---------- | ------------- |
| TCOA 1985 | -              | -              | -              | -              | -              | -              | 0       | 1       | 1       | 6       | 24      | Semifinale | Seamen Milano |
| TCOA 1986 | -              | -              | -              | -              | -              | -              | 0       | 1       | 1       | 6       | 12      | Semifinale | Seamen Milano |
| Totale    |                |                |                |                |                |                | 0       | 2       | 2       | 12      | 36      |            |               |

Fonte: Enciclopedia del Football - A cura di Roberto Mezzetti

### Tornei internazionali

#### EFL
| Stagione | regular season | regular season | regular season | regular season | regular season | regular season | playoff | playoff | playoff | playoff | playoff | playoff          | playoff               |
|          | Vin            | Par            | Per            | Tot            | PF             | PS             | Vin     | Per     | Tot     | PF      | PS      | risultato        | avversaria            |
| -------- | -------------- | -------------- | -------------- | -------------- | -------------- | -------------- | ------- | ------- | ------- | ------- | ------- | ---------------- | --------------------- |
| 1993     | -              | -              | -              | -              | -              | -              | 2       | 1       | 3       | 104     | 50      | Quarti di finale | 's-Gravenhage Raiders |
| Totale   |                |                |                |                |                |                | 2       | 1       | 3       | 104     | 50      |                  |                       |

Fonte: Enciclopedia del Football - A cura di Roberto Mezzetti

### Riepilogo fasi finali disputate
| Anno | Luogo   | Evento                           | Fase del torneo  | Incontro                                 | Risultato |
| 1985 | Milano  | Torneo Coppa d'Oro dell'Amicizia | Semifinale       | Pharaones Garbagnate – Seamen Milano     | 6 - 24    |
| 1986 | Milano  | Torneo Coppa d'Oro dell'Amicizia | Semifinale       | Pharaones Garbagnate - Seamen Milano     | 6 - 12    |
| 1986 | Verona  | Silverbowl                       | Semifinale       | Redskins Verona - Pharaones Garbagnate   | 28 - 0    |
| 1990 | Milano  | Superbowl                        | Quarti di finale | Rhinos Milano - Pharaones Milano         | 63 - 21   |
| 1991 | Torino  | Superbowl                        | Semifinale       | Giaguari Torino - Pharaones Milano       | 36 - 6    |
| 1992 | Bolzano | Superbowl                        | Finale           | Lions Bergamo - Pharaones Milano         | 25 - 35   |
| 1993 | L'Aia   | Eurobowl                         | Quarti di finale | 's-Gravenhage Raiders – Pharaones Milano | 36 - 34   |
| 1993 | Bienate | Superbowl                        | Quarti di finale | Frogs Legnano - Pharaones Milano         | 35 - 28   |

## Palmarès
- 1 Superbowl italiano (1992)
- 1 campionato italiano flag (1992)